# Ornamenti esteriori dello scudo

Ornamenti esteriori di un cardinale arcivescovo

La scienza del blasone si estende anche all'esterno del campo dello scudo, che può ricevere degli ornamenti esteriori. Lo scudo può essere in particolare sormontato da una corona o da un elmo, circondato dai collari degli ordini cui appartiene il titolare delle armi, sostenuto da figure, chiamate tenenti quando si tratta di esseri umani, supporti quando si tratta di animali e sostegni quando si tratta di oggetti inanimati. L'insieme può essere posto su una terrazza o uno zoccolo.
Le armi sono spesso accompagnate da divise che sono situate al di sotto dello scudo, quali il "Dieu et mon droit" dei sovrani britannici, e/o le grida di guerra che si pongono al di sopra dello scudo, come il "Montjoie Saint-Denis" dei re di Francia. Infine le armi possono essere circondate da un tessuto, detto padiglione se risale al di sopra dello scudo oppure mantello se si limita a contornarlo.
Questi ornamenti esteriori sono spesso dei simboli che indicano le funzioni del titolare delle armi (arma di dignità). Così in Francia, i grandi ufficiali della Corona portano dei sostegni specifici del loro incarico, come i due bastoni decorati di gigli dei Marescialli. Allo stesso modo i padiglioni sono riservati ai sovrani, e i mantelli, in Francia e nel Regno Unito perlomeno, ai pari. Si è tentato anche di stabilire una gerarchia tra le corone e gli uomini a seconda del grado della gerarchia nobiliare ma ciò è divenuto realmente importante solo nell'epoca attuale.

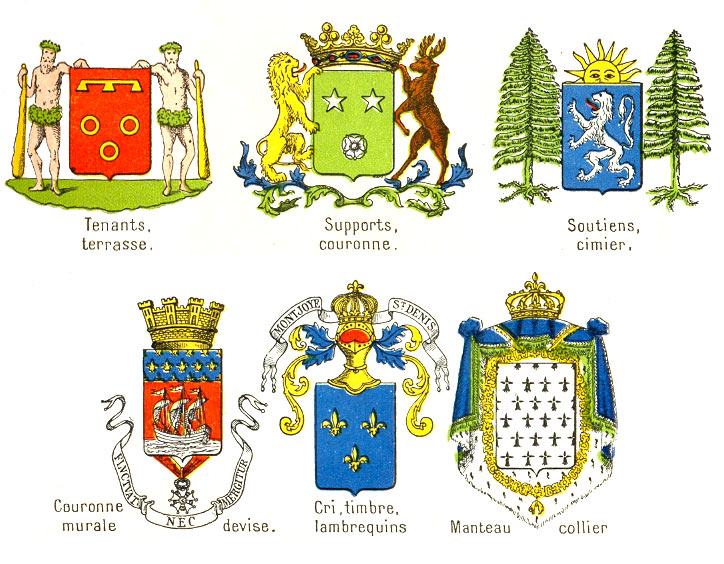
Gli ornamenti esteriori dello scudo secondo il Larousse 1922

## A

### Abate
Gli abati regolari portano lo scudo sormontato a destra da una mitria vista di fronte ed accollato a sinistra da una croce posta in palo, rivolta a sinistra. Le badesse hanno uno scudo a losanga con una croce, ma senza la mitria. I priori ed i canonici di basiliche titolari di privilegi e gli abati commendatari (quelli cioè che hanno il titolo di abate, ma non vivono nel convento) hanno un cappello di nero accompagnato da una cordelliera di tre nappe dello stesso. I priori portano in aggiunta un bordone posto in palo dietro lo scudo.
Gli abati mitrati portano sullo stemma il cappello vescovile di colore verde con sei nappe per ogni lato.

### Accollato
Le armi possono essere accollate ad insegne di forma allungata: bastone da maresciallo, scettro, mano di giustizia, stendardo, croce da processione, croce da abate, bastone pastorale.

bastoni da maresciallo di Francia accollati allo scudo
scudo accollato alla croce dell'Ordine e alle sue bandiere

### Ammiraglio
In Francia gli ammiragli portano un elmo d'argento posto in maestà graticolato di nove pezzi, con la visiera, il bordo e le teste dei rivetti d'oro. Lo scudo degli ammiragli è accollato da due ancore in decusse, con le travi desinenti in gigli.
Il generale delle galee porta lo scudo accollato ad un'ancora d'oro a tre bracci, con la trave gigliata. Il vice ammiraglio porta un'ancora d'argento in palo, sempre con la trave gigliata.

### Arcivescovo
Gli arcivescovi cattolici hanno un cappello di verde con una cordelliera di dieci nappe dello stesso. Lo scudo è accollato ad una croce da processione a doppia traversa. Quando l'arcivescovo è un primate, lo scudo è posto su una croce da processione da cardinale.
I due arcivescovi anglicani (Canterbury e York) hanno una mitria, come tutti i vescovi di questa chiesa.

## B

### Badessa
In molti paesi una cordelliera che circonda lo scudo a losanga accollato ad un pastorale rivoltato.

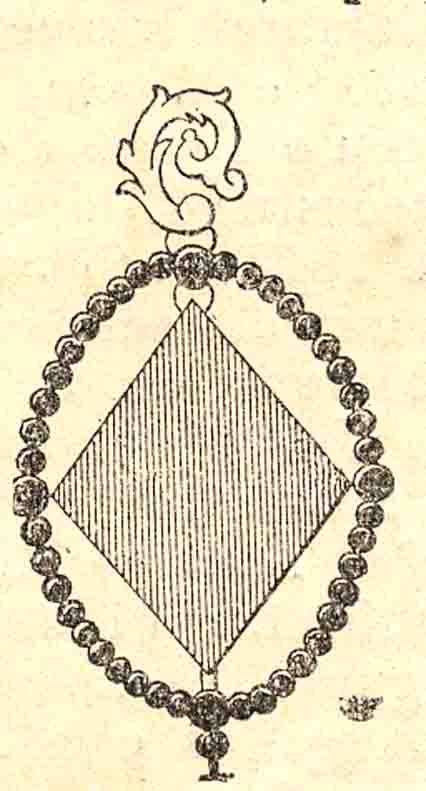
Badessa portoghese

### Banderuola
Piccolo pezzo di stoffa fissato ad un'asta. Nastro sul quale compare una divisa o un grido di guerra. Sinonimo di listello.

### Banderese
Detto di un volo costituito non da ali ma da piccole bandiere.

### Bandiera
Drappo fissato ad un'asta. La bandiera può consistere di uno scudo banderese, cioè di forma quadrata.

Stemma di Principe di Vergara

### Barone
In Francia i baroni hanno uno scudo sormontato da un elmo d'argento, posto di tre quarti, graticolato di cinque pezzi. I baroni dell'impero francese portano un quartier franco a sinistra di rosso, caricato con una figura d'argento, un tocco di velluto nero, con un bordo rialzato di controvaio, con un pennacchio di tre piume d'airone d'argento, e quattro lambrecchini d'argento. Nel Regno Unito, i baroni hanno uno scudo sormontato da una corona formata di perle.

Corona di barone britannico

### Baronetto
Vedi cavaliere. Il titolo di baronetto è similare a quale di cavaliere, ma ereditario.

## C

### Cardinale
I cardinali hanno un cappello di rosso con una cordelliera di quindici nappe dello stesso. Lo scudo è accollato ad una croce da processione trifogliata d'oro.
I protonotari apostolici hanno un cappello con nappe nere. I patriarchi hanno un cappello simile ma di verde e con nappe verdi.

Cardinale Liénart

### Cappello
Generalmente riservato agli ecclesiastici, ha un bordo largo ed è accompagnato da una cordelliera il cui colore, ed il numero delle nappe (dette anche ghiande o fiocchi) indica il rango del religioso.
Vedi anche cordelliera, abate, vescovo, arcivescovo, cardinale.

### Cartoccio
Cornice, o insieme di volute, che talvolta circonda lo scudo, secondo la fantasia del disegnatore.

### Cavaliere
Nell'araldica dell'impero francese i cavalieri portano un'insegna su una pezza onorevole di rosso: una stella per gli appartenenti alla Legion d'Onore, o un anelletto. Nel Regno Unito, i cavalieri ed i baronetti (cavalieri ereditari) hanno uno scudo sormontato da un elmo di ferro posto di fronte, con visiera aperta.

L'elmo d'un cavaliere o d'un baronetto britannico.

### Cimato
Lo scudo si dice cimato da una figura (generalmente un copricapo) che lo sormonta. Lo scudo è detto sormontato da una figura come ornamento esteriore. È un attributo dell'elmo sormontato da una figura di animale.

### Cimiero
Il cimiero è l'ornamento che costituisce la parte superiore dell'elmo. Figura posta sul timbro dell'elmo che sormonta lo scudo con le armi. Quando una figura che compare nelle armi vi si presta, è spesso ripresa nel cimiero.
L'elmo appuntito in alto può essere ornato da un pennacchio. Quello con la sommità piatta può essere decorato in modo più elaborato, con teste e colli di animali (un unicorno), busti o membra nascenti, ali (un volo o un semi volo), corna, piccole bandiere…
In origine, il cimiero ha una funzione militare: serve a rendere più grande l'immagine di chi lo porta per meglio impressionare l'avversario. Diviene poi un ornamento da parata, destinato a colpire l'immaginazione degli spettatori prima dell'ingresso nel torneo, ma non adatto a resistere alla prova. Come elemento militare il cimiero è stato abbandonato dopo il XVI secolo, ma è rimasto come elemento decorativo delle armi.

### Collare
Il collare (o cordone) circonda lo scudo, con la croce dell'ordine che pende in basso. Il collare rappresenta l'ordine (o gli ordini) di cui è membro il titolare dello stemma. Lo scudo si dice accollato dal cordone: D'azzurro pieno, accollato al collare di San Michele.

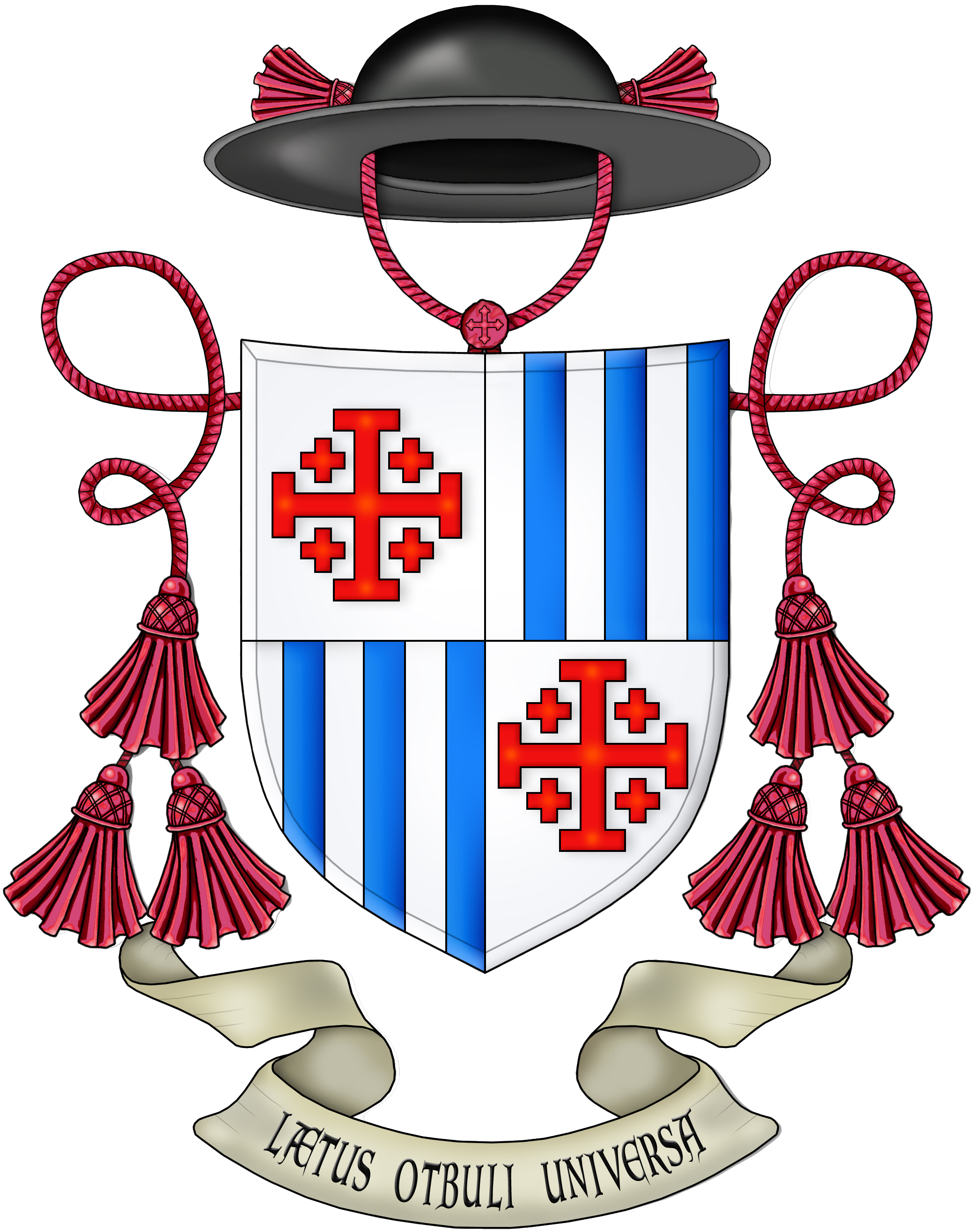
Palato d'argento e d'azzurro, accollato al collare del S.O.M. Costantiniano di San Giorgio (azzurro, con la corona regia senza trofeo)

### Connestabile
Il connestabile porta un elmo da ufficiale, e porta in palo due spade rivolte in alto, tenute da mani che escono da una nuvola posta su una terrazza.

### Conte
In Francia i conti ed i visconti portano un elmo d'argento, posto di tre quarti, graticolato di sette pezzi. I conti dell'impero portano un quartier franco d'azzurro, caricato di una figura d'oro, un tocco di velluto nero, con un risvolto di contrarmellino, con cinque piume di airone d'argento e quattro lambrecchini, due d'oro e due d'argento. I conti senatori hanno un mantello d'azzurro, rivestito di pelliccia bianca. Per conti nel Regno Unito, vede earl.

### Cordelliera
La cordelliera è un cordone annodato che circonda lo scudo. Le cordelliere si differenziano per lo smalto ed il numero delle nappe, o ghiande, che sono sempre in un numero triangolare (uno, tre, sei, dieci o quindici). Le nappe sono ripetute su ciascun lato, ed il loro numero, indicato nella blasonatura, può riferirsi a questo numero totale, invece che a quelle di un solo lato, come avviene nella maggior parte dei casi.
La cordelliera è l'ornamento esteriore degli ecclesiastici (con il cappello) e delle vedove o delle nubili (che hanno una sola nappa). Vedi abate (per tre nappe), vescovo (per sei o dieci nappe), e cardinale (per quindici nappe), La cordelliera può essere rappresentata con vari intrecci, generalmente dei nodi a otto.

### Corona
La corona ha varie forme, ottenute variando il numero dei fioroni, in base alla gerarchia nobiliare. Tuttavia, la codifica delle corone rimane artificiale e non è mai stata rigidamente rispettata. Quando utilizzata come figura in uno stemma, è molto stilizzata.

Corona reale italiana
Corone impiegate dall'araldica della Catalogna

### Corona astrale
Corona formata da ali e stelle, generalmente utilizzata per un squadrone d'un aeronautico militare.

### Corona murale
Corona formata da torri e da muri, generalmente impiegata per rappresentare l'autonomia di una città libera.

Corona che orna gli stemmi delle province italiane
Corona che orna gli stemmi delle città italiane
Corona che orna gli stemmi dei comuni italiani

In italia le corone murali vengono descritte nell'articolo 97 del regio decreto del 7 giugno 1943, numero 652:
- Provincia: cerchio d'oro gemmato con le cordonature lisce ai margini, racchiudente due rami, uno di alloro e uno di quercia, al naturale, uscenti dalla corona, decussati e ricadenti all'infuori.
- Città: corona turrita, formata da un cerchio d'oro aperto da otto pusterle (cinque visibili) con due cordonate a muro sui margini, sostenente otto torri (cinque visibili), riunite da cortine di muro, il tutto d'oro e murato di nero.
- Comune: formata da un cerchio aperto da quattro pusterle (tre visibili), con due cordonate a muro sui margini, sostenente una cinta, aperta da sedici porte (nove visibili), ciascuna sormontata da una merlatura a coda di rondine, il tutto d'argento e murato di nero.

Vi sono poi eccezioni quali le città metropolitane, le quali hanno ornamenti esteriori spesso differenti.

### Corona navale
Corona formata da poppe e prore di navi, generalmente utilizzata per indicare un grande porto oceanico.

### Cortina
Tendaggi laterali del padiglione.

### Croce
Insegna allungata delle armi dei vescovi o degli abati, inclinata a destra in posizione normale.

### Croce da processione
Croce con due traverse. Insegna allungata, ornamento delle armi dei cardinali o dei primati.

## D

### Delfino
Il Delfino è l'erede del re di Francia. Porta un elmo da principe del sangue.

### Divisa
La divisa ha la forma di una striscia di pergamena (listello) su cui è scritta una divisa. La disposizione della divisa non è significativa. Nelle varie rappresentazioni, può circondare lo scudo come un cordone, essere posta in alto o in basso. In un armoriale, per facilitarne la rappresentazione sistematica, sarà generalmente posta in basso.

### Drappo
Può essere un'orifiamma, un pennone, una bandiera, uno stendardo, un gonfalone.

### Duca
In Francia, i duchi non sovrani portano un elmo d'argento posto di fronte e graticolato di nove pezzi, con gli elementi della visiera mobile, il bordo e la testa dei rivetti d'oro. I duchi sovrani portano lo stesso elmo dei principi sovrani. I duchi dell'impero portano un capo di rosso seminato di stelle d'argento, un tocco di velluto nero, con risvolto d'armellino con sette pennacchi d'argento, con il sostegno dei pennacchi d'oro e sei lambrecchini d'oro, il tutto posto su un mantello d'azzurro foderato di vaio.
Nel Regno Unito, i duchi non reali hanno uno scudo sormontato da un elmo d'argento, posto di tre quarti, con una griglia di sbarrette d'oro (come tutti i altri pari), e una corona formata di foglie di fragola.

Duca dell'Impero
Corona di duca britannico

## E

### Earl
Nel Regno Unito, earl è l'equivalente di conte; la moglie d'un earl, comunque, è chiamata contessa come nell'Europa. Un earl inglese o scozzese ha uno scudo sormontato da una corona formata di foglie di fragola alternate con perle montati su punte.

Corona d'un earl britannico

### Ecclesiastico
Le insegne ecclesiastiche sono generalmente il cappello e la cordelliera. Il colore del cappello varia abitualmente con quello della cordelliera, a seconda della natura dell'incarico. Il numero delle nappe è tanto maggiore quanto più la dignità è importante. Inoltre gli ecclesiastici che hanno un incarico pastorale portano lo scudo accollato su un'insegna ad asta: bordone, croce, croce da processione. Nell'araldica dell'impero gli ecclesiastici sovrappongono gli attributi di origine imperiale (tocco e pennacchio) e quelli ecclesiastici (cappello, cordone ed insegna).

### Écran
Cimiero a forma di ventaglio, spesso guarnito di piume, palle… con i colori dello scudo.

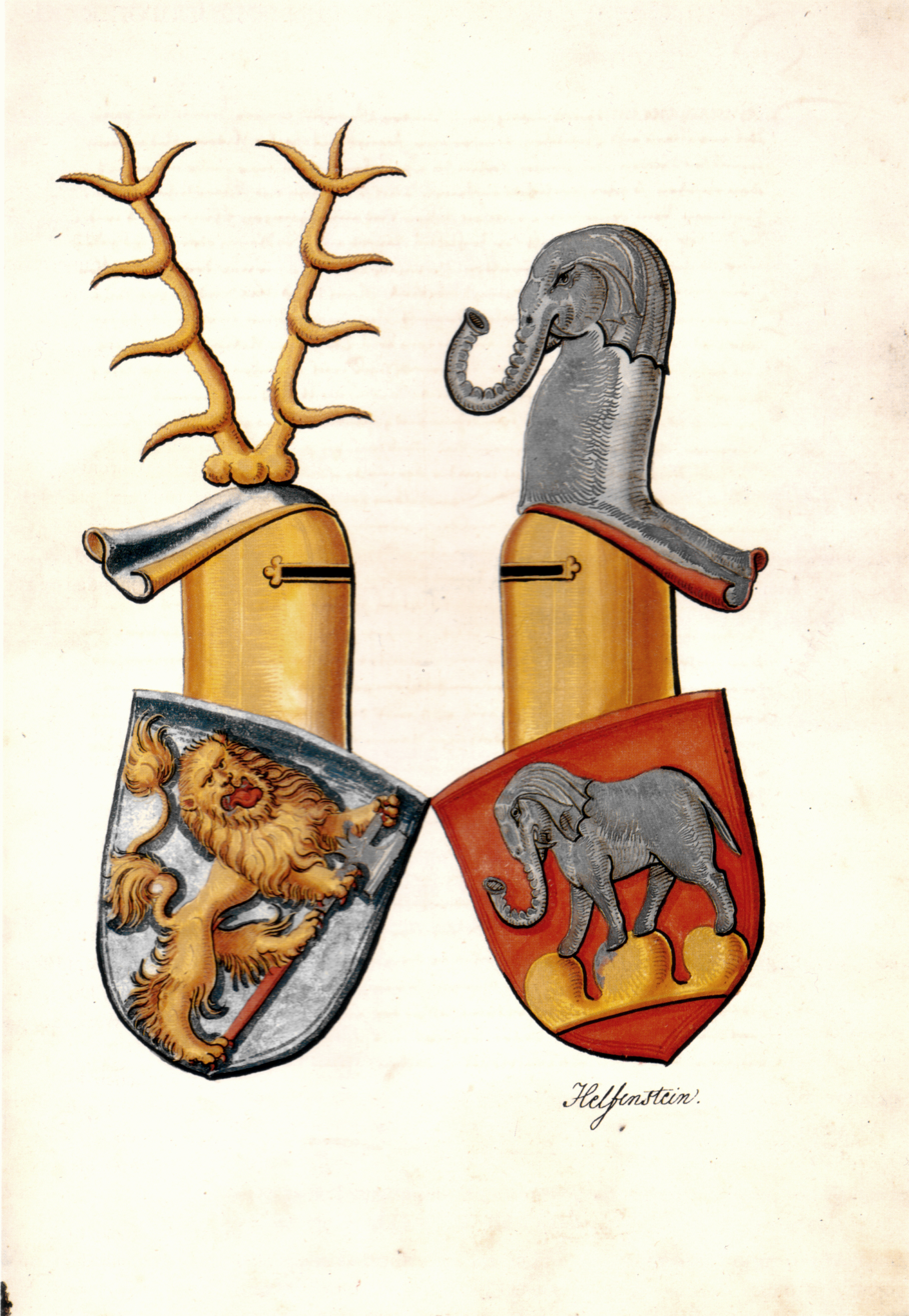
Elmi con cimiero derivante dalle armi

### Elmo
L'elmo, oltre a comparire come figura nello scudo, può essere anche un ornamento esteriore dello stesso: come tale può essere sormontato da una corona, cimato da un cimiero, ornato da lambrecchini.
Gli elmi possono essere posti di fronte (in maestà), di tre quarti o di profilo, e la loro ventaglia (griglia) ha un numero di sbarrette a seconda del rango del titolare.
Gli araldisti del XVII secolo tentarono di normalizzare il disegno degli elmi in funzione del titolo (come gentiluomo, barone…) ma la corrispondenza è stata sempre alquanto teorica e rispettata con poco scrupolo.

## F

### Foderato, fodera
Attributo associato al rivestimento di un lambrecchino, di un colmo, di un mantello. Vedere queste parole.

## G

### Gentiluomo
In Francia, il nuovo nobile ha un elmo d'argento chiuso, posto di profilo e senza grigliatura. Il gentiluomo di terza generazione ha un elmo di profilo e una grigliatura con tre sbarrette. I gentiluomini di antica nobiltà hanno un elmo posto di tre quarti ed una griglia con cinque sbarrette (come i baroni).

### Gonfalone
(Vedi drappo).
Bandiera da processione sospesa ad un bastone perpendicolare all'asta, con tre code arrotondate. Il bordo del gonfalone non comprende la parte superiore che tocca il bastone.
Il termine deriva dall'antico alto tedesco guntfano, formato da gundja, "guerra", e fano, "drappo": stendardo sotto il quale si riunivano i vassalli convocati da un signore feudale. Il gonfalone fu insegna delle chiese patriarcali (quello della chiesa romana era di rosso con due chiavi d'argento passate in decusse). Divenne lo stendardo dei signori ecclesiastici. « D'oro al gonfalone di rosso, bordato di verde, che è d'Alvernia ». Un gonfalone di rosso con tre anelli d'oro su un campo d'argento è di Feldkirch (contea del Vorarlberg, Austria).

### Grido
Grido di guerra, grido d'armi
Grido di riunione che compare in una lista al di sopra delle armi (diversamente dalla divisa, posta al di sotto). Il grido di guerra (slogan, in inglese) è una interiezione destinata a riunire e incoraggiare i membri del partito e della truppa al servizio del titolare

## I

### Imperatore
In Francia gli elmi degli imperatori sono identici a quelli dei re.

### Impero
L'araldica dell'impero (napoleonico) è stata regolamentata con il decreto del 1º marzo 1808, che creò la nobiltà dell'impero. Essa venne abolita con la caduta dell'impero nel 1814. La nobiltà dell'impero era divisa in cinque gradi: principi, duchi, conti, baroni e cavalieri.
Contrariamente alla tradizione, l'araldica dell'impero inserisce le insegne del rango e della funzione nelle armi, e non solo negli ornamenti esteriori. Il grado è rappresentato da un capo o da un quartier franco, ed inoltre è indicato dal numero di pennacchi del tocco che sormonta lo scudo. Per i conti e i baroni il quartier franco è caricato da una figura, generalmente d'oro, che indica la funzione:
- i ministri portano una testa di leone strappata (d'argento per i ministri impiegati all'estero),
- il presidente del corpo legislativo, le tavole della legge,
- i senatori un serpente d'argento, che circonda uno specchio d'oro,
- i consiglieri di stato uno scaccato,
- i membri del corpo scientifico, una palma d'argento posta in banda,
- gli arcivescovi una croce patente,
- i vescovi una croce d'oro scorciata,
- gli ecclesiastici una croce scorciata,
- i prefetti un muro merlato cimato da un ramo di quercia (il muro non è merlato per i sotto-prefetti),
- i sindaci un muro merlato,
- i presidenti di collegio elettorale, tre fusi d'oro posti in fascia,
- i membri di collegio elettorale, un ramo di quercia posto in banda,
- i possidenti una spiga di grano posta in palo,
- gli ufficiali o coloro che hanno un incarico militare una spada volta in alto d'argento guarnita d'oro, gli ufficiali di sanità una spada posta in palo con la punta volta in basso,
- i funzionari della casa reale un portico aperto, sormontato da un frontone, accompagnato: dalle lettere DA (Domus Altissima) per la casa dell'imperatore, in cuore dalle lettere DJ (Domus Julii) per la casa dei principi.

Conte consigliere di stato
Conte presidente del Corpo legislativo
Conte ministro
Conte ministro all'estero
Conte ufficiale della casa imperiale
Conte ufficiale della casa dei principi
Conte senatore
Conte prefetto
Conte sindaco
Conte presidente del consiglio elettorale
Conte arcivescovo
Conte membro di collegio elettorale
Conte ufficiale
Conte possidente
Barone giureconsulto
Barone ministro all'estero
Barone ufficiale della casa imperiale
Barone ufficiale della casa dei principi
Barone presidente della Corte di Cassazione
Barone presidente della Corte imperiale
Barone consigliere della Corte imperiale
Barone prefetto
Barone sottoprefetto
Barone sindaco
Barone presidente di consiglio elettorale
Barone vescovo
Barone membro di consiglio elettorale
Barone membro del consiglio scientifico
Barone ufficiale
Barone ufficiale di sanità
Barone possidente
Cavaliere della legion d'onore

## L

### Lambrecchini
I lambrecchini (dal fiammingo lamper, "velo") sono lunghe strisce di stoffa che partono dall'elmo e circondano lo scudo. I lambrecchini sono normalmente dello stesso colore delle armi che inquadrano. Il loro disegno è un elemento decorativo in cui si può esprimere tutto il talento del disegnatore e variano dalle forme più semplici del Medioevo fino a quelle fiorite e intrecciate tipiche del Rinascimento. I lambrecchini rappresentano le cuffie di tessuto che venivano fissate all'elmo, ritagliate in strisce e che formavano lunghe ricadute, portate sugli elmi da scontro e da torneo sin dalla fine del XIII secolo.

## M

### Mantello
Ornamento esteriore, formato da un drappo colorato foderato d'armellino, che ricade attorno allo scudo. Il mantello può essere disegnato a lato delle armi del titolare, oppure riprodurre i colori dello scudo. Il mantello è un attributo dei sovrani (ed è allora sormontato da un padiglione), o dei principi e duchi, o indica un incarico di rango elevato. Il mantello azzurro dei pari di Francia è sormontato da un tocco con una ghianda d'oro cinto da una corona. Quello del cancelliere è un drappo d'oro.

### Marchese
In Francia, i marchesi portano un elmo d'argento; posto di tre quarti, con la griglia con nove sbarrette (due più dei conti). Nel Regno Unito, i marchesi hanno uno scudo sormontato da una corona formata di foglie di fragola alternate con perle.

Corona di marchese britannico

### Maresciallo
In Francia, i marescialli e gli altri grandi ufficiali portano un elmo d'argento posto di fronte e con una griglia con nove sbarrette, con gli elementi della visiera mobile, il bordo e le teste dei rivetti d'oro. I marescialli portano due bastoni gigliati (bastone da maresciallo) posti in decusse dietro lo scudo. Anche il gran maestro di Francia porta due bastoni da maresciallo in decusse, ornati da una corona reale. Il decano dei marescialli porta a destra una spada rivolta in alto e a destra un bastone da maresciallo, posti in palo ai due lati dello scudo.

Scudo accollato a due bastoni da maresciallo posti in decusse (Restaurazione)
Scudo accollato a due bastoni da maresciallo posti in decusse (Impero francese)

### Mitria
La mitria è l'insegna dei vescovi e degli abati. È un copricapo a due punte (che appaiono confuse in una nella vista di fronte), e due infule o strisce di tela, che ricadono sulle spalle. Le due punte e le due infule simboleggiano la conoscenza dei due Testamenti che deve essere posseduta dal pontefice. La mitria compare talora nello stemma: «D'azzurro, alla mitria d'argento, accompagnata da tre gigli d'oro, che è di Santonge». D'azzurro, alla mitria d'oro: compare nelle armi di Toledo. D'argento, alla mitria e alla croce d'oro: compare nelle armi di Andorra (per il vescovo di Urgel).

## O

### Orifiamma
Vedi drappo. È detto anche orifiamma di San Dionigi.

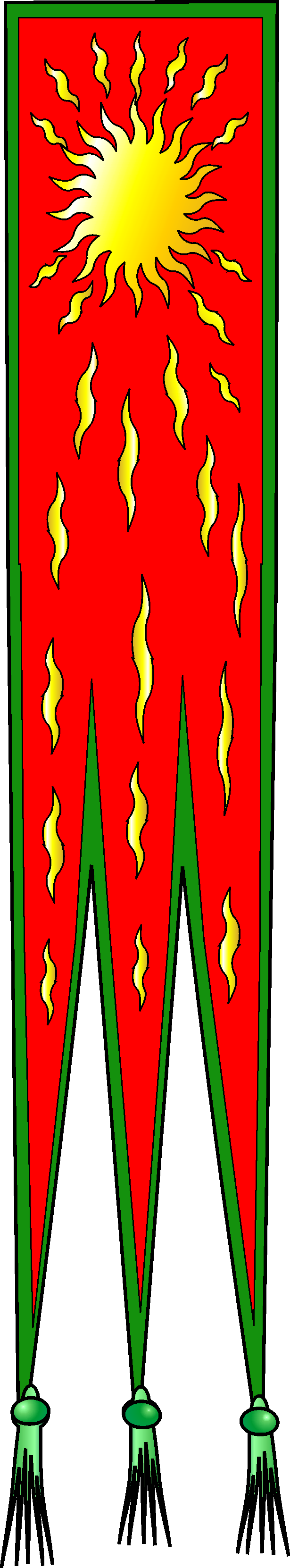

## P

### Padiglione
Padiglione è il drappo a forma di cupola che sormonta il mantello dei sovrani e dei principi dell'impero.

### Papa
Lo scudo del papa è sormontato da una tiara, e posto su due chiavi in decusse, quella in banda d'oro, l'altra d'argento. La cordelliera del papa è d'oro con quindici nappe.

### Pari
Il mantello d'azzurro dei pari di Francia è sormontato da un tocco con una ghianda d'oro cinto da una corona. Tutti i pari del Regno Unito hanno lo stesso tipo d'elmo sopra loro scudi; un elmo d'argento, posto di tre quarti, con una griglia di sbarrette d'oro. Solo loro corone identificano loro ranghi.

L'elmo d'un pari britannico

### Pastorale
Se è posto nello scudo indica dignità ecclesiastica, se invece è accollato in palo dietro lo scudo indica il grado della carica prelatizia.

### Patriarca
Vedi cardinale.

### Pennacchio
Mazzo di piume che sormonta l'elmo. Il pennacchio ha i colori dello stemma, con i metalli rappresentati dal bianco. Il ciuffo di piume è detto anche piumino.

### Pennone
Vedi drappo. Il nome, derivato per analogia dalle penne che guarnivano le frecce, veniva utilizzato per tutte le banderuole, più lunghe che larghe, che venivano poste a decorazione delle aste. Successivamente fu impiegato per tutte le bandiere non quadrate, ma in tale funzione rimane un termine generico.

### Posto
Modo in cui è orientato un elmo: di fronte (detto anche in maestà), di tre quarti o di profilo.

### Principe sovrano
- In Francia, gli elmi dei principi (o duchi) sovrani sono d'oro, posti di fronte, e senza ventaglia, o con una griglia di undici sbarrette, come quelle dei re ma meno aperta.
- I principi sovrani dell'impero portano un capo d'azzurro caricata da un'aquila d'oro, che impugna un fulmine dello stesso, con le ali aperte e la testa rivoltata. Lo scudo è posto su un padiglione d'azzurro frangiato d'oro, bordato da un fregio antico dello stesso, foderato d'ermellino e sormontato da una corona d'oro con la cupola azzurra.

Principe sovrano dell'Impero

### Principe non sovrano
- I principi del sangue e i principi non sovrani portano lo stesso elmo dei duchi. I duchi e i principi innalzati a tale titolo da un re o da un imperatore portano il mantello di sola porpora, con le pieghe o cortine rialzate da ciascun lato, e sormontato dalla propria corona.
- I principi dell'impero portano un capo d'azzurro, seminato di api d'oro. Lo scudo è posto su un padiglione d'azzurro seminato di api d'oro, foderato d'ermellino e sormontato da una cupola azzurra, con un risvolto d'ermellino. Lo scudo è sormontato da un tocco di velluto nero, con risvolto di vaio, con portapiume d'oro, con sette piume d'argento, da cui escono sei lambrecchini d'oro.
- Nel Regno Unito, i principi del sangue portano lo stesso elmo del re, e hanno una corona formata di foglie di fragola alternate con gigli. L'eccezione principale è l'erede legittimo al trono, chi ha una corona similare alla corona reale, ma con solo un arco rondo.

Cambacérès, principe dell'Impero
Corona del Principe del Galles, l'erede al trono britannico

### Protonotario apostolico
Vedi cardinale.

## R

### Re
In Francia, gli elmi dei re e degli imperatori sono d'oro, posti di fronte, e senza griglia, o con una griglia di undici sbarrette. Il mantello dei sovrani è sormontato da un padiglione. Nel Regno Unito, il re o la regina usa un elmo posto di fronte, d'oro con una griglia di sbarrette, sormontato dalla Corona Tudor.

## S

### Sostegno
È un tenente che rappresenta una pianta o un altro oggetto inanimato.

### Stendardo
Vedi drappo.

### Supporto
È un tenente che raffigura un animale.

## T

### Tenente
Fa parte degli ornamenti esteriori dello scudo. Lo scudo è, quindi, sostenuto da tenenti. Si tratta di figure d'uomo, di animali reali o chimerici, di piante o altri oggetti posti ai fianchi dello scudo e che sembrano sostenerlo. I tenenti possono essere, a loro volta, sostenuti da una terrazza.
Come regola generale, sono dette tenenti le figure umane, mentre si preferisce il termine supporto per le figure di animali e sostegno per i vegetali e gli oggetti inanimati.
L'origine del termine sembra si possa trovare nella diffusa abitudine, nel corso di tornei e duelli, di far tenere gli scudi dei cavalieri da scudieri. Probabilmente, proprio per questo le armi degli ecclesiastici e delle donne non prevedono l'uso di tenenti.
La scelta dei tenenti è libera. Tuttavia alcuni di essi sono consacrati dall'uso (ad esempio il leone e l'unicorno inglesi), mentre altri sono insegne di funzione.
Anche i tenenti possono essere blasonati: in realtà devono essere blasonati quando facciano parte della concessione dello stemma e non siano semplicemente un arricchimento estetico dovuto all'estro del disegnatore. Sono ormai anche da blasonare i tenenti utilizzati negli stemmi dei vari stati, anche perché, in questi casi, i tenenti impiegati hanno una notevole valenza simbolica perché sono strettamente legati a elementi simbolici, storici o culturali dei singoli paesi.
Nel Regno Unito, gli scudi personali della nobiltà e degli reali normalmente hanno tenenti; gli scudi personali degli baronetti, cavalieri e persone senza titoli mai hanno tenenti.

### Terrazza
È il suolo, rappresentato negli ornamenti esteriori, sul quale si trovano i tenenti: «Di rosso pieno, tenuto da due selvaggi di carnagione su una terrazza di verde».

### Tiara
Copricapo specifico del Papa. La tiara deriva dal triregno, rappresentazione della triplice potestà reale del sommo pontefice romano. È un copricapo d'argento, a forma di cono ovoidale, circondato da tre corone d'oro.

### Timbro
Ornamento esteriore che sormonta lo scudo e può assumere svariate forme: elmo col relativo cimiero, corona, cappello, tocco (per il primo impero), tiara (per il papa).

### Tocco
Copricapo utilizzato dai pari di Francia al di sopra del mantello. Tale copricapo fu ripreso dalla nobiltà dell'impero napoleonico, con un numero di piume variabile in funzione del rango e della dignità del titolare.

Principe dell'impero
Duca dell'impero
Conte dell'impero
Barone dell'impero
Cavaliere dell'impero

### Tortil
Corona a forma di cerchio d'oro attorno al quale è avvolta a spirale una collana di perle. È la corona da barone.

## U

### Ufficiale
In Francia i grandi ufficiali portano un elmo d'argento posto di fronte e con nove sbarrette, con gli elementi della visiera mobile, i bordi e le teste dei rivetti d'oro. Gli attributi variano a seconda dell'incarico dell'ufficiale:
- Il grande scudiero porta due spade rivolte in alto in un fodero gigliato, poste in palo ai lati dello scudo.
- Il sovrintendente delle finanze porta due chiavi, a destra d'oro e a sinistra d'argento, poste in palo e col congegno in alto.
- Il gran ciambellano porta due chiavi d'oro in decusse, con l'anello che termina con una corona.
- Il gran maestro di cerimonie porta due bastoni da cerimonia in decusse.
- Il cancelliere porta due mazze d'armi d'oro, poste in decusse.
- Il gran maestro dell'artiglieria porta, al di sotto dello scudo, due cannoni sui relativi affusti.

## V

### Ventaglia
Griglia che chiude l'elmo: il numero delle sbarrette indica il grado del possessore.

### Vescovo
I vescovi cattolici hanno un «cappello di verde accompagnato da una cordelliera a sei nappe dello stesso». Lo scudo è accollato da una croce in palo per i vescovi propriamente detti. I superiori generali di un ordine religioso o di un'abbazia hanno ugualmente sei nappe ma un cappello nero, così come i vicari generali, gli abati ed i prevosti mitriati (quelli cioè che hanno il rango di vescovo). Per i prelati di palazzo il cappello e il cordone sono viola. Gli abati protonotari hanno una cordelliera rossa con sei nappe sotto il cappello nero.
I vescovi anglicani hanno una mitria. Solo il clero anglicano ordinario (arcidiaconi, canoni etc.) hanno un cappello con una cordelliera e nappe.

Urbain-René de Hercé, vescovo di Dol

### Visconte
Nel Regno Unito, i visconti hanno uno scudo sormontato da una corona formata di perle, ma più numerosi che degli baroni. Vedi anche conte.

Corona d'un visconte britannico